# جس رانداوا
جس رانداوا (انگلیسی: Jesse Randhawa؛ زاده ۱۱ اوت ۱۹۷۵) یک مانکن اهل هند است.
او در فیلم سیگار کشیدن ممنوع بازی کرده است.